# Bacteris verds del sofre
Els bacteris verds del sofre (Chlorobiaceae) són una família de bacteris fotoautòtrofs anaeròbics obligats. Els seus parents més propers són els bacteroidets (que emperò estan bastant distants), i se'ls ha assignat els seus propis ordre, classe i filum.